# 法蘇拉 (帕福斯區)
法蘇拉（希臘語：Φασούλα）是塞浦路斯帕福斯區的村落。根據塞浦路斯共和国统计局称，2001年该村落有57名居民。該村莊位於庫克利亞以北10公里處。